# Pontenx-les-Forges
Pontenx-les-Forges település Franciaországban, Landes megyében. Lakosainak száma 1737 fő (2022. január 1.). Pontenx-les-Forges Escource, Lüe, Parentis-en-Born, Saint-Paul-en-Born, Sainte-Eulalie-en-Born és Gastes községekkel határos.

## Népesség
A település népességének változása:
| Lakosok száma | 1218 | 1192 | 1138 | 1326 | 1518 | 1543 | 1596 | 1648 | 1673 | 1737 |
|               | 1968 | 1982 | 1990 | 2006 | 2013 | 2015 | 2017 | 2019 | 2020 | 2022 |